# Jucu de Jos

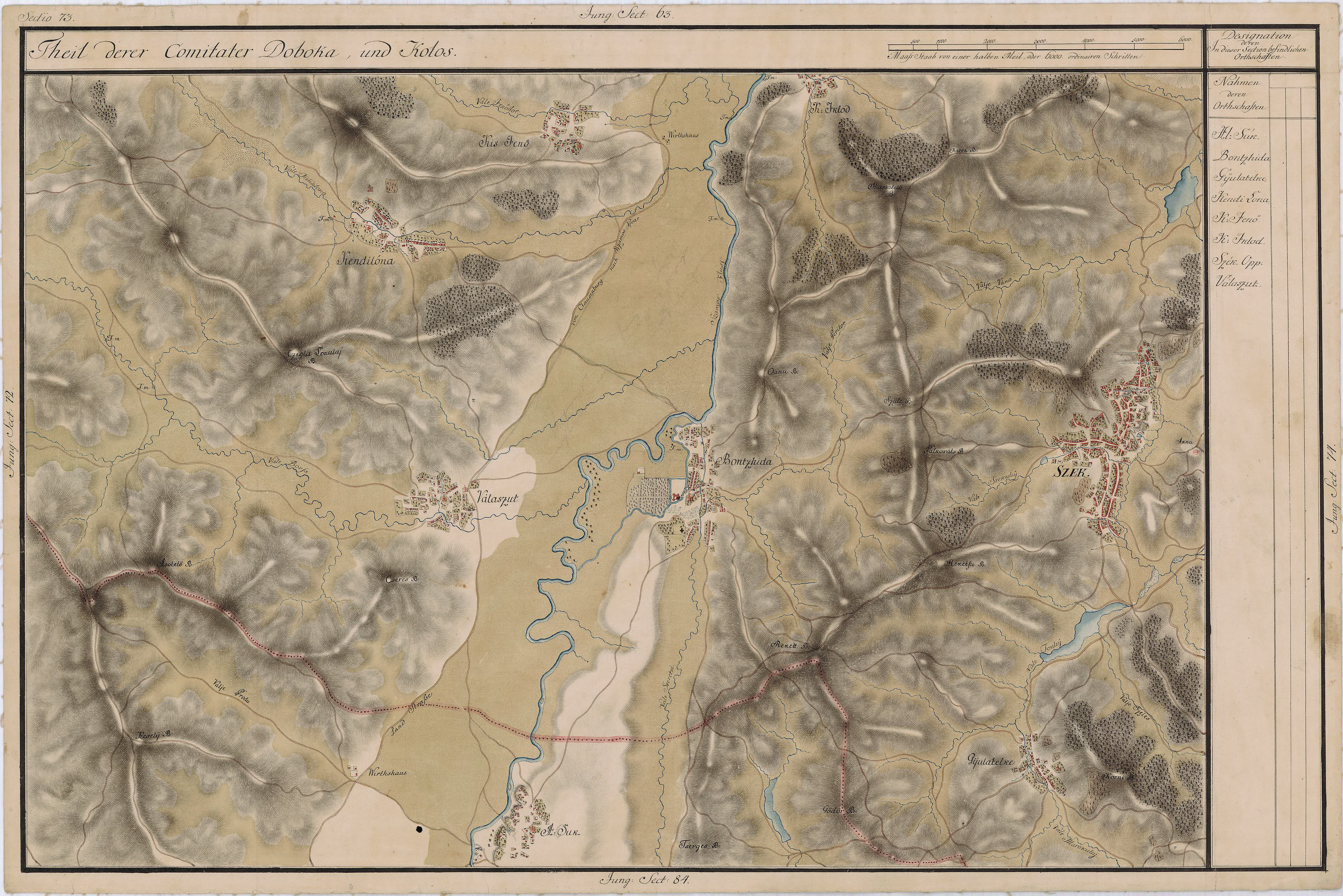
Jucu de Jos în Harta Iosefină a Transilvaniei, 1769-73

Jucu de Jos a fost unul dintre domeniile familiei nobiliare transilvănene Suki, atestat documentar din anul 1314. Pe domeniu s-a format satul cu același nume, care în 1966 s-a unit cu satul Jucu de Sus, sub numele celui de-al doilea. 
Pe Harta Iosefină a Transilvaniei din 1769-1773 (Sectio 073), localitatea apare sub numele de „A. (Also) Suk”. 

## Vezi și
- Biserica de lemn din Jucu de Jos